# Ole Jørgensens Gade
Ole Jørgensens Gade er en gade på Ydre Nørrebro i Mimersgadekvarteret i København. Gaden løber mellem Nørrebrogade og Mimersgade.
Gaden er modsat de fleste andre i kvarteret ikke opkaldt efter en mytologisk helt, men efter en høker. Navnet havde 65 års hævd, da Københavns gadenavneudvalg omsider modstræbende anerkendte det i 1967. Ole Jørgensen (1841-1907) var viktualiehandler. Han synes ikke at have haft anden tilknytning til stedet på Nørrebro, end at han sad i bestyrelsen for det selskab, der udstykkede grundene her omkring 1900, og har tilsyneladende ikke engang selv boet i gaden. De mange års brug fik udvalget til at bibeholde navnet. Navnet Ole Jørgensen springer noget i øjnene eftersom de andre gader i kvarteret primært har kraftfulde navne efter mytologiske skikkelser. 
Sidegaden er ensrettet. På hjørnet mod Nørrebrogade ligger det gamle Svalens Apotek.
Nr. 12-14 (hjørnet ud mod Mimersgade): Bemærk murstenene og især den flotte, rytmiske varieret bort oppe under taget.
I 1908 boede der bl.a. i nr. 1 en tøffelmager Hansen, en barber Jørgensen, en kontrollør Tønnesen, en tilskærer Andersen, og der var smørhandel i nr. 3-5
50 år senere boede der bl.a. i nr. 1 en bagermester Nielsen, en inspektør Petersen, en bagermester Jørgensen. 
I nr. 3 var der stadig ”Bamba udsalget”, med smør- og kaffeudsalg. Nr. 13 var damefrisørsalonen Vito og nr. 2 var ”Barber og Frisørsalon Paris”.